# 埃德納米爾斯 (印地安納州)
埃德納米爾斯（英語：Edna Mills）是位於美國印地安納州克林頓縣的一個非建制地區。該地的面積和人口皆未知。

## 地理
埃德納米爾斯的座標為40°25′03″N 86°40′04″W / 40.41750°N 86.66778°W，而該地的平均海拔高度為200米（即656英尺）。